# Chartchai Juntrat
Chartchai Juntrat (thailändisch ชาติชาย จันทรรัตน์; * 27. September 1951) ist ein ehemaliger thailändischer Radrennfahrer.

## Sportliche Laufbahn
Juntrat war im Straßenradsport aktiv und Teilnehmer der Olympischen Sommerspiele 1976 in Montreal. Das olympische Straßenrennenbeendete er nicht. Im Mannschaftszeitfahren kam Thailand mit Sucheep Likittay, Chartchai Juntrat, Panya Singprayool-Dinmuong und Prajin Rungrote auf den 25. Rang. Über sein weiteres Leben und seine sportlichen Erfolge ist nichts bekannt.